# Русские в Мексике
Русская  диаспора в Мексике относительно малочисленна и рассеяна по территории всей страны. Согласно данным переписи населения Мексики 2000 года, в Мексиканских Соединённых Штатах насчитывается 1293 постоянно проживающих граждан Российской Федерации, что составляет примерно 0,3 % от числа жителей Мексики, родившихся за пределами страны. На 2018 год она насчитывает уже несколько тысяч человек и большей частью сосредоточена в Канкуне, Плае-дель-Кармен, Мериде и Мехико.

## Факты из истории иммиграции
Впервые вопрос о возможности эмиграции из России в Мексику встал в начале восьмидесятых годов XIX века как следствие волны еврейских погромов 1881 года. Тем не менее, массового характера переселение евреев из России в Мексику ни в тот период, ни в последующем не приобрело.
В сентябре 1905 года в Нижнюю Калифорнию через Соединённые Штаты прибыли 104 семьи российских молокан, которые обосновались на северо-западе нынешнего муниципалитета Энсенада и в 1907 году купили в рассрочку 13 тыс. акров земли в долине реки Гвадалупе. В заботе о сохранении своих религиозных обрядов и культурных традиций переселенцы жили довольно обособленно от местного населения, занимаясь земледелием и животноводством. Основанная ими колония, по некоторым оценкам, стала наиболее успешной среди других поселений молокан в Северной Америке. Однако в 1958 году через эти территории было проложено автомобильное шоссе, и под натиском цивилизации часть молокан покинула уже насиженные места. Оставшиеся в Энсенаде и их потомки занимаются в настоящее время преимущественно виноградарством и виноделием, а также гостинично-туристическим бизнесом. Имеется музей молокан, пользующийся поддержкой местных властей.
Основная иммиграция из Советского Союза приходится на период примерно до окончания Второй мировой войны и была обусловлена, главным образом, политическими причинами. Как правило, в Мексику прибывали представители коммунистической оппозиции однопартийной системе, поскольку белогвардейскую эмиграцию мексиканское правительство не поощряло. Среди наиболее известных её представителей, оставивших заметный след в истории или культуре Мексики, политические деятели Л. Троцкий, Н. Седова и В. Серж, архитектор В. Каспе (исп. Vladimir Kaspé), художники В. Кибальчич (сын В. Сержа) и А. Белова, инженеры-нефтяники О. Зайцевский, Ф. Рябишкин и Г. Офсеенко, актёр, режиссёр театра и кино А. Бойтлер, артист комического жанра С. Шилинский (исп. Estanislao Shilinsky). Инженер В. Ольхович послужил прототипом Владимира Ольховского, главного героя художественного фильма «Эсперанса», снятого в 1988 году его сыном, мексиканским кинорежиссёром Серхио Ольховичем.
В период крушения «железного занавеса» в Мексику потянулся поток русских учёных, деятелей культуры и искусства, коммерсантов и просто активных людей (так называемая перестроечная волна эмиграции), неудовлетворённых условиями жизни и труда или невостребованных на Родине. Многие из них добились в Мексике заметных успехов. В частности, физик А. С. Баланкин в 2002 году получил из рук президента страны Национальную премию в области науки и искусства, в 2005 году был удостоен премии ЮНЕСКО за вклад в развитие науки и серебряной медали имени Альберта Эйнштейна за работы в области фрактальной механики. Признания так же добилась А. Д. Ильина за вклад в развитие химических наук. Фортепианный дуэт Dúo Petrof, представляющий во всём мире чешский бренд пианино Petrof, состоит из двух русских, иммигрировавших в Мексику в начале 1990-х — А. Затина и В. Васильевой.

## Православие в Мексике
Большинство верующих русских эмигрантов относятся к Русской Православной Церкви Московского Патриархата. Имеется приход в Непантла, в штате Мехико. Также у Русской Православной Церкви Заграницей есть Свято-Троицкий монастырь в Мехико, его священники служат своей общине на всей территории Мексиканских Соединённых Штатов. Кроме того, есть потомки русских евреев, эмигрировавших в Мексику, в основном, после Октябрьской революции 1917 года, и молокане Нижней Калифорнии.
Численность православной общины в Мексике выросла до примерно 100 000 прихожан. Православные христиане начали прибывать сюда после революции, в период мировых войн. Сейчас русское православие в Мексике оценивается не только по церквям, но и числом иммигрантов, включающим в себя верующих мексиканских русских, украинцев, греков, румын, армян, кубинцев, болгар, американцев, канадцев и других иммигрантов. Основные православные общины в Московского Патриархата находятся в федеральном округе, штате Мехико и некоторые миссии в провинции.

## Организации поддержки
В Мексике действует несколько организаций, ориентированных на русскоязычное население страны и всех интересующихся русской культурой.
В составе посольства России в Мехико было открыто представительство Россотрудничества. В конце 2007 года при поддержке посольства была создана СОРУМЕКС — организация соотечественников в Мексиканских Соединенных Штатах. С 2010 года в городе Пуэбла работает культурный центр «Мексика — Россия», в 2013 году ему было выделено отдельное здание. С сентября 2012 года в столице страны действует центр культуры «Россия — Мексика».
Все эти организации проводят различные мероприятия, направленные на популяризацию русской культуры: выставки, концерты, кинопоказы, презентации. Отдельным направлением работы является обучение русскому языку взрослых и детей. Продвижением и поддержкой русского языка занимаются Россотрудничество, Мексиканская ассоциация русистов (АМИР), Латиноамериканско-российская ассоциация (ALAR) при Автономном университете штата Мехико, а также ряд российских гуманитарных вузов. Русский язык входит в учебную программу 15 университетов Мексики. В 2015 году в стране были открыты первые центры по сертификации на знание русского языка.